# Kabalebo Nature Resort
Het Kabalebo Nature Resort is een toeristenresort in Suriname. Het ligt midden in het Amazoneregenwoud en is alleen via de lucht te bereiken.
Het ligt aan de rivier Kabalebo in het gelijknamige bestuursressort en beschikt over een eigen vliegveldje met IACO-registratie, de Kabalebo Airstrip. Een vlucht vanaf Zorg en Hoop Airport in Paramaribo duurt circa één uur en vijftien minuten. Het resort werd speciaal voor het toerisme aangelegd.
Tegenover het resort ligt de Misty Mountain met een hoogte van 500 meter. Dit is een uitloper van het Bakhuisgebergte en de top is na een wandeling van vier tot vijf uur te bereiken. De natuur is hier geheel ongerept en er komt geen malaria voor. In dit gebied bevinden zich geen inwoners. Daarbovenop is hier geen televisie, telefonisch bereik en slechts beperkt internet. Wel beschikken de kamers over airconditioning, warm water en elektriciteit. Naast tien kamers in de main lodge, zijn er een aantal cabañas: dat zijn huisjes met elk zes kamers erin.
De Kabaleborivier is visrijk en in trek bij sportvissers. Er zwemmen onder meer de anjoemara en de roodstaartmeerval. De gevangen vis wordt hier gewoonlijk teruggezet. Andere activiteiten voor toeristen zijn de natuurwandelingen, kanotochten en het spotten van wilde dieren. Sommige bezoekers hebben tijdens hun verblijf honderden wilde dieren gezien.